# Hohhot
Hohhot (tiếng Mông Cổ: , Kökeqota, nghĩa là "thành phố xanh"; chữ Hán giản thể: 呼和浩特市, bính âm: Hūhéhàotè Shì, âm Hán Việt: Hô Hòa Hạo Đặc thị hoặc Hồi Hột), đôi khi còn viết thành Huhehot hay Huhhot, là một địa cấp thị tại Khu tự trị Nội Mông Cổ, Cộng hòa Nhân dân Trung Hoa. Tiếng Trung còn ghi tắt thành phố này là 呼市 (Hô thị) hay 青城 (Thanh thành). Đây là thủ phủ đồng thời là trung tâm hành chính, kinh tế và văn hóa của khu tự trị Nội Mông Cổ. Thành phố này có diện tích 17.000 km², dân số năm 2010 là 2.866.615 triệu người, trong đó có 1.980.774 người sống trong nội ô. Chính quyền thành phố Hohhot đóng tại quận Tân Thành.
Tên của thành phố trong tiếng Mông Cổ có nghĩa là "Thành phố xanh (lam)", mặc dù nó cũng bị hiểu sai là "Thành phố xanh (lục)". Màu xanh lam trong văn hóa Mông Cổ gắn liền với bầu trời, sự vĩnh cửu và tinh khiết. Trong tiếng Trung Quốc, cái tên này có thể được dịch là Qīng Chéng (tiếng Trung: 青城; nghĩa đen 'Thành phố xanh lam/xanh lục') Tên này cũng đã được phiên âm hóa thành những tên gọi khác cho thành phố, như Kokotan, Kokutan, Kuku-hoton, Huhohaot'e, Huhehot, Huhot, hoặc Köke qota.
Thành phố là nơi đặt trụ sở của Đại học Nội Mông Cổ, trường đại học tổng hợp lớn nhất khu vực và là trường Đại học thuộc "Dự án 211" duy nhất ở Nội Mông.

## Lịch sử

### Thời kỳ đầu
Tỉnh Vân Trung (tiếng Trung: 雲中郡) là một tỉnh lịch sử của Trung Quốc. Lãnh thổ của nó nằm giữa Vạn Lý Trường Thành và Dãy núi Âm Sơn, và tương ứng với một phần của các quận Hohhot, Bao Đầu và Ulanqab ngày nay ở Nội Mông. Đô thị trung tâm Vân Trung nằm ở ngoại ô Hohhot ngày nay.
Tỉnh được hình thành dưới triều đại của vua Triệu Vũ Linh vương sau một chiến dịch bình định thành công các dân tộc thiểu số như Linh Hồ (林胡) và Lâu Phiên (樓煩). Sau khi nhà Tần và nhà Hán được thành lập, quận này đã trở thành biên giới giữa Hán và Hung Nô. Vào đầu triều đại nhà Hán, khu vực này thường xuyên xảy ra các cuộc tập kích của Hung Nô. Tuy nhiên, từ thời Hán Vũ Đế trở đi, nó đã trở thành một căn cứ quan trọng của nhà Hán để triển khai các hoạt động quân sự chống quân Hung Nô. Vào năm 127 TCN, chính từ Vân Trung, tướng Vệ Thanh đã dẫn đầu một lực lượng kỵ binh mạnh gồm 40.000 binh mã và chinh phục các vùng thuộc Hà Sáo và Ordos hiện đại. Vào năm 2 SCN, tỉnh Vân Trung bao gồm 11 quận, đó là Vân Trung (雲中), Hàm Dương (咸陽), Đào Linh (陶林), Trấn Lăng (楨陵), Độc Hà (犢和), Sa Lăng (沙陵), Nguyên Dương (原陽), Sa Nam (沙南), Bắc Vũ (北輿), Vũ Quan (武 泉) và Dương Thọ (陽壽). Tổng dân số là 38.303 hộ gia đình, tương đương 173.270 người. Trong thời Đông Hán, 3 trấn đã bị bãi bỏ, trong khi 3 trấn mới được bổ sung từ quận Định Tường. Vào năm 140, dân số của quận là 5.351 hộ gia đình, tức 26.430 người tổng cộng. Đến cuối thời Đông Hán, dân số của khu vực này giảm mạnh do cư dân sơ tán để tránh các cuộc xâm lược của các dân tộc du mục phương bắc, và quận cũng bị giải thể.
Sau này, vào thời Ngũ Hồ Thập lục quốc, thủ lĩnh người Tiên Ti Thác Bạt Khuê (tức vua Bắc Ngụy Đạo Vũ Đế) đã thành lập nhà Bắc Ngụy (tiền thân là nước Đại) vào năm 386 tại Thịnh Lạc, nay thuộc Horinger, 40 km phía nam Hohhot. Con cháu của ông từng bước chinh phục miền bắc Trung Quốc, chia vương quốc Hậu Yên thành hai phần, và khuất phục nhà Hạ (407–431), Hậu Tần (384–417) và nhiều nước Lương và Yên.

### Thời Minh, Thanh

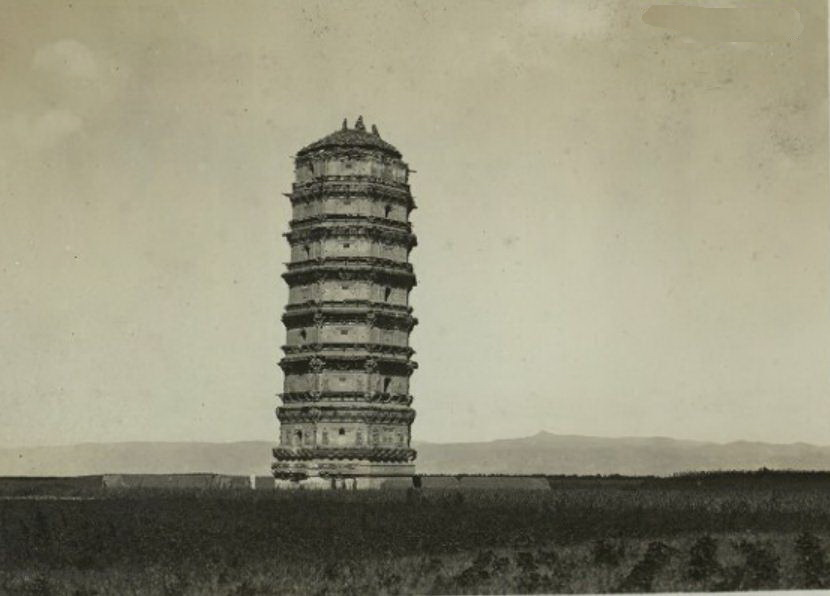
Chùa Bạch Tháp ở Hohhot, 1942

Năm 1557, thủ lĩnh người Mông Cổ Tümed hãn Altan bắt đầu xây dựng Đền Đại Triệu tự trên đồng bằng Tümed để thuyết phục nhà Minh về sự lãnh đạo của ông đối với các bộ lạc phía nam Mông Cổ. Thị trấn mọc lên xung quanh ngôi đền này được gọi là "phố xanh (lam)" (Kokegota trong tiếng Mông Cổ). Nhà Minh đã ngăn chặn sự tiếp cận của người Mông Cổ đối với sắt, bông và hạt giống cây trồng của Trung Quốc, để ngăn họ tấn công bình nguyên Hoa Bắc.
Hohhot được hãn Altan thành lập khoảng năm 1570 với tên gọi Köke Khota. Trong năm này, hãn Altan đàm phán thành công việc chấm dứt chính sách phong tỏa bằng cách thiết lập mối quan hệ chư hầu-triều cống với nhà Minh, triều đại đã đổi tên Kokegota thành Quy Hóa vào năm 1575. Dân số của Quy Hóa đã tăng lên hơn 150.000 người vào đầu những năm 1630 khi các thân vương Mông Cổ địa phương khuyến khích các thương nhân người Hán đến định cư. Đôi khi có các cuộc tấn công vào Quy Hóa của quân đội Mông Cổ, chẳng hạn như Ligdan Khan tổng công chiếm đô thị này vào năm 1631. Hãn Altan và những người kế vị ông đã xây dựng đền miếu và pháo thành trong các năm 1579, 1602 và 1727. Người Mông Cổ tümet từng có cuộc sống bán-nông nghiệp tại đây. Các thương nhân người Hồi tập hợp lại ở khu vực phía bắc cổng thành, xây dựng một nhà thờ Hồi giáo năm 1693. Các hậu duệ của họ tạo thành hạt nhân của quận người Hồi ngày nay.
Sau khi người Mãn Châu thành lập nhà Thanh tại Trung Quốc, hoàng đế Khang Hy đã phái quân đến kiểm soát khu vực. Nơi đây được nhà Thanh quan tâm như một trung tâm nghiên cứu của Phật giáo Tây Tạng. Nhà Thanh đã xây dựng một thị trấn có quân đồn trú mạnh ở phía bắc  Quy Hóa là đồn Tuy Viễn, để kiểm soát khu vực tây nam Nội Mông Cổ giai đoạn từ năm 1735 đến 1739. Quy Hóa và Tuy Viễn được sáp nhập vào tỉnh Sơn Tây và trở thành huyện Quy Hóa của nhà Thanh. Các nhà truyền giáo người Pháp đã thành lập một nhà thờ Công giáo ở Quy Hóa vào năm 1874, nhưng những người theo đạo Thiên Chúa buộc phải chạy trốn đến Bắc Kinh trong phong trào Nghĩa Hòa Đoàn giai đoạn 1899–1901.

### Thời Trung Hoa Dân quốc
Năm 1913, chính quyền Trung Hoa dân quốc đã hợp nhất thị trấn này với Hohhot với tên gọi mới là Quy Tuy (歸綏). Một trận dịch hạch bùng phát vào năm 1917 và sự kết nối của Quy Tuy với các tuyến đường sắt ở Sơn Tây, Thiểm Tây, Hà Bắc và Bắc Kinh đã giúp đổi mới nền kinh tế của Quy Tuy bằng cách hình thành các liên kết với phía đông Trung Quốc và cả vùng Tân Cương ở phía tây Trung Quốc. Năm 1918, chuyên gia người Mỹ về Nội Á Owen Lattimore ghi chú về thành phần dân tộc của Quy Tuy như "một thị trấn thuần Hán trừ các tu viện Lạt-ma... người Tümed thực tế không tồn tại và những người Mông Cổ sống gần thị trấn nhất được tìm kiếm cách đó 50 hoặc 60 dặm [80 hoặc 100 km] trên cao nguyên." Với sự xâm chiếm của đế quốc Nhật Bản năm 1937, thành phố này được đổi tên thành Mông Cương. Sau Chiến tranh thế giới thứ hai, chính quyền tự trị của Đức vương Demchugdongrub tại Mông Cương đã đầu hàng Trung Hoa dân quốc.

### Thời Cộng hòa Nhân dân Trung Hoa
Sau khi Nhật Bản đầu hàng năm 1945, Trung Hoa Dân Quốc đổi lại tên nơi đây là Quy Tuy. 

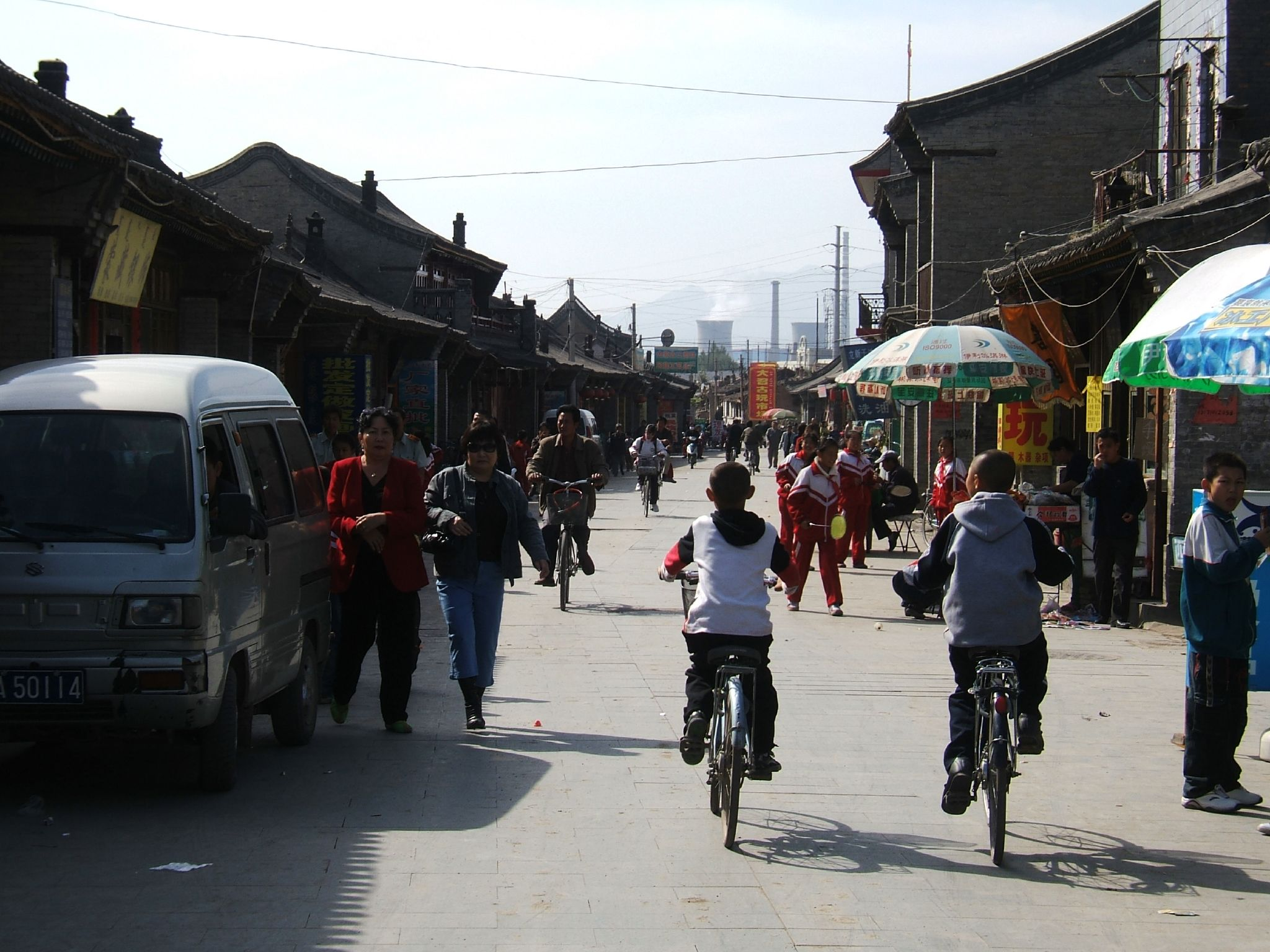
Phố cổ, hiện nay chuyển thành phố chuyên buôn bán đồ mỹ nghệ

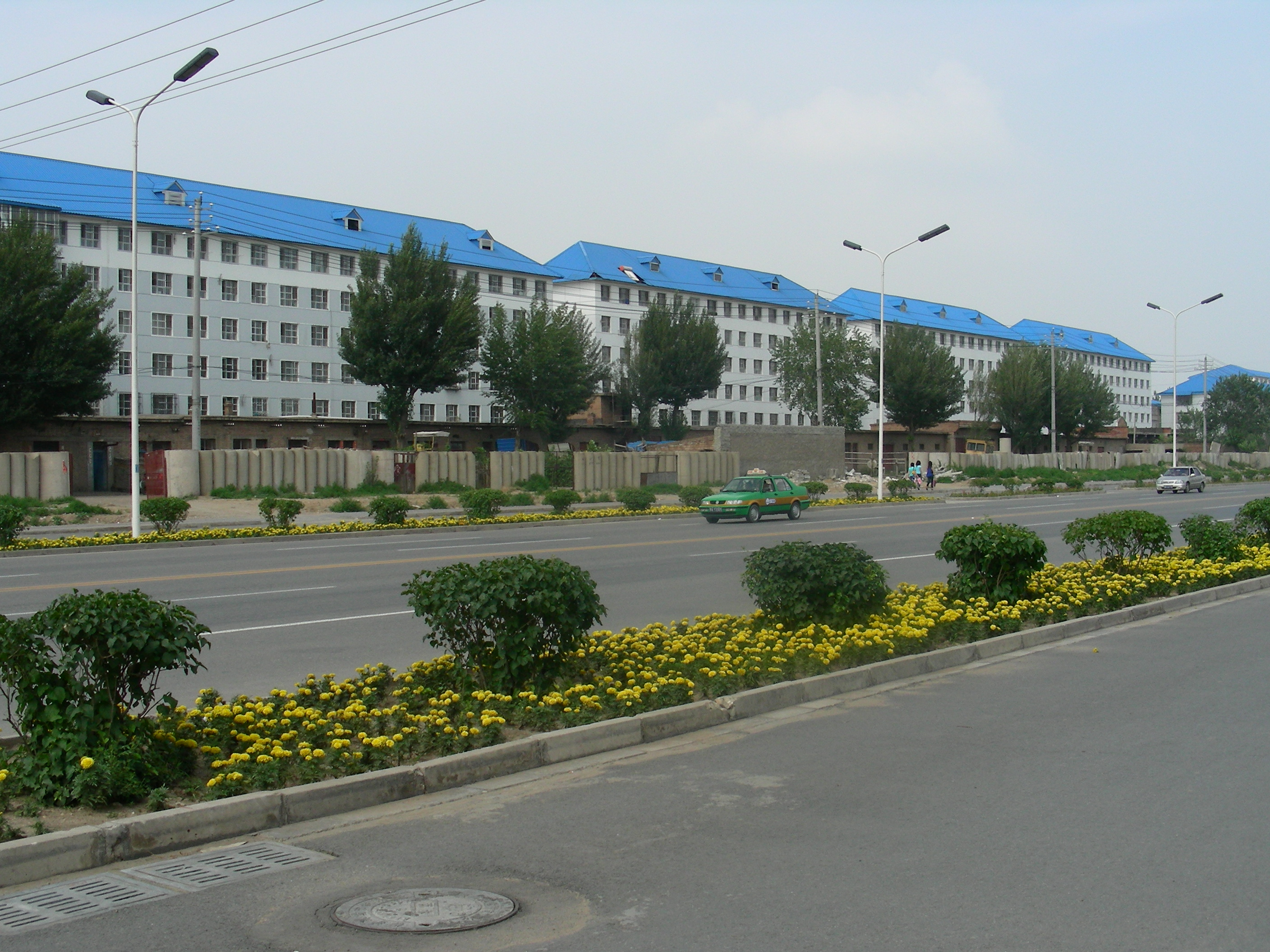
Đường Thành Cát Tư Hãn ở phía bắc thành phố

Tuy nhiên, lực lượng của Đảng Cộng sản Trung Quốc đã đánh bại tướng Phó Tác Nghĩa, chỉ huy của phe Quốc dân đảng ở Quy Tuy, trong cuộc Nội chiến Trung Quốc, và sau cuộc cách mạng cộng sản năm 1949, Quy Tuy được đổi tên thành Hohhot, mặc dù với cách phát âm tiếng Trung khác là Huhehaote.
Trong cuộc nội chiến, để có được sự ủng hộ của những người Mông Cổ ly khai, những người Cộng sản đã thành lập Khu tự trị Nội Mông ở các khu vực dân tộc thiểu số của Mông Cổ thuộc các tỉnh Tuy Viễn, Hưng An, Sát Cáp Nhĩ và Nhiệt Hà của khu tự trị này.
Cho tới năm 1954, Hohhot được người Trung Quốc gọi là Quy Tuy (歸綏 Guīsuī hay Kweisui), là từ ghép của 2 quận trong thành phố:
- Quy Hóa (歸化, phép bính âm bưu chính Kwei-hwa): khu vực cổ phía đông nam, khu vực kinh doanh, do hãn Altan lập năm 1580.
- Tuy Viễn (綏遠): khu vực "phố mới" phía đông bắc, quận hành chính. Do người Mãn lập ra trong thế kỷ 17.

Hai khu vực này sau đó trở thành huyện Quy Hóa (歸化縣) của nhà Thanh, đổi thành huyện Quy Tuy (歸綏縣) năm 1913, và nâng cấp lên thành thành phố năm 1950. Nó là thủ phủ của tĩnh cũ gọi là Tuy Viễn. Năm 1952, dưới thời chủ tịch Nội Mông Cổ Ulanhu (乌兰夫 / Ô Lan Phù), thành phố trở thành thủ phủ của Nội Mông Cổ, thay thế Trương Gia Khẩu. Tỉnh Tuy Viễn bị sáp nhập vào khu tự trị Nội Mông Cổ hai năm sau đó.
Thành phố này có sự phát triển đáng kể kể từ khi chính quyền Trung Quốc tiến hành cải cách và mở cửa nền kinh tế. Khu vực xa về phía đông của thành phố bắt đầu phát triển khoảng từ năm 2000 và hiện nay có hồ nhân tạo gọi là hồ Như Ý, một lượng lớn nhà chung cư được xây bởi các công ty bất động sản địa phương, các tòa nhà của chính quyền thành phố và phần lớn các tòa nhà của chính quyền khu tự trị. Sân vận động thành phố Hohhot nằm ở gần trung tâm thành phố.
Là một thành phố có nền văn hóa phong phú, Hohhot được biết đến với các di tích lịch sử và đền đài và là một trong những điểm du lịch chính của Nội Mông. Hohhot còn được biết đến trên toàn quốc là quê hương của các đại gia ngành bơ sữa của Trung Quốc là Mông Ngưu và Y Lợi, và được Hiệp hội Công nghiệp Bơ sữa Trung Quốc và Hiệp hội Bơ sữa Trung Quốc tuyên bố là "Thủ đô bơ sữa của Trung Quốc" vào năm 2005.

## Địa lý và khí hậu
Nằm ở phần trung-nam của Nội Mông Cổ, Hohhot có dãy núi Đại Thanh Sơn (大青山) ở phía bắc và bình nguyên Hà Sáo cùng cao nguyên Ordos ở phía nam.
Hohhot có khí hậu bán khô hạn lạnh (phân loại khí hậu Köppen: BSk) với mùa đông dài, lạnh và rất khô; trong khi mùa hè nóng, hơi ẩm ướt và gió mạnh (đặc biệt trong mùa xuân), do ảnh hưởng của gió mùa. Tháng lạnh nhất là tháng Giêng, với trung bình hàng ngày là -11,0 °C (12,2 °F) nhưng có thể xuống tới -20 °C; trong khi tháng Bảy, tháng nóng nhất, nhiệt độ trung bình là 23,3 °C (73,9 °F) và có thể lên tới trên 30 °C. Nhiệt độ trung bình hàng năm là 7,33 °C (45,2 °F), và lượng mưa hàng năm là 396 mm (15,6 in), với hơn một nửa trong số đó rơi vào chỉ riêng vào tháng Bảy và tháng Tám. Tuy nhiên, độ biến thiên lượng mưa có thể rất cao: vào năm 1965 Hohhot ghi nhận được ít nhất là 155,1 mm (6,11 in) nhưng sáu năm trước đó là 929,2 mm (36,58 in), trong đó hơn một phần ba (338,6 mm (13,33 in)) chỉ trong tháng Bảy.
Hohhot là điểm đến phổ biến cho du khách trong các tháng mùa hè do có các đồng cỏ Triệu Hà cận kề. Gần đây, do quá trình sa mạc hóa, thành phố chứng kiến các trận bão cát gần như là quanh năm. Với phần trăm ánh sáng Mặt Trời hàng tháng có thể dao động từ 58 phần trăm vào tháng Bảy đến 71 phần trăm vào tháng Mười, ánh nắng dồi dào quanh năm, thành phố nhận được 2.862 giờ nắng hàng năm. Nhiệt độ cực hạn đã dao động từ −32,8 °C (−27 °F) vào ngày 6 tháng 2 năm 1951 đến 38,9 °C (102 °F) vào ngày 30 tháng 7 năm 2010.
| Dữ liệu khí hậu của Hohhot (1981–2010 normals)                                             | Dữ liệu khí hậu của Hohhot (1981–2010 normals) | Dữ liệu khí hậu của Hohhot (1981–2010 normals) | Dữ liệu khí hậu của Hohhot (1981–2010 normals) | Dữ liệu khí hậu của Hohhot (1981–2010 normals) | Dữ liệu khí hậu của Hohhot (1981–2010 normals) | Dữ liệu khí hậu của Hohhot (1981–2010 normals) | Dữ liệu khí hậu của Hohhot (1981–2010 normals) | Dữ liệu khí hậu của Hohhot (1981–2010 normals) | Dữ liệu khí hậu của Hohhot (1981–2010 normals) | Dữ liệu khí hậu của Hohhot (1981–2010 normals) | Dữ liệu khí hậu của Hohhot (1981–2010 normals) | Dữ liệu khí hậu của Hohhot (1981–2010 normals) | Dữ liệu khí hậu của Hohhot (1981–2010 normals) |
| Tháng                                                                                      | 1                                              | 2                                              | 3                                              | 4                                              | 5                                              | 6                                              | 7                                              | 8                                              | 9                                              | 10                                             | 11                                             | 12                                             | Năm                                            |
| ------------------------------------------------------------------------------------------ | ---------------------------------------------- | ---------------------------------------------- | ---------------------------------------------- | ---------------------------------------------- | ---------------------------------------------- | ---------------------------------------------- | ---------------------------------------------- | ---------------------------------------------- | ---------------------------------------------- | ---------------------------------------------- | ---------------------------------------------- | ---------------------------------------------- | ---------------------------------------------- |
| Cao kỉ lục °C (°F)                                                                         | 8.0 (46.4)                                     | 17.0 (62.6)                                    | 19.4 (66.9)                                    | 33.4 (92.1)                                    | 35.0 (95.0)                                    | 35.7 (96.3)                                    | 38.5 (101.3)                                   | 36.8 (98.2)                                    | 32.4 (90.3)                                    | 26.5 (79.7)                                    | 20.4 (68.7)                                    | 11.6 (52.9)                                    | 38.9 (102.0)                                   |
| Trung bình ngày tối đa °C (°F)                                                             | −4.9 (23.2)                                    | 0.4 (32.7)                                     | 7.5 (45.5)                                     | 16.7 (62.1)                                    | 23.4 (74.1)                                    | 27.7 (81.9)                                    | 29.1 (84.4)                                    | 26.7 (80.1)                                    | 21.9 (71.4)                                    | 14.5 (58.1)                                    | 4.5 (40.1)                                     | −3.2 (26.2)                                    | 13.7 (56.7)                                    |
| Trung bình ngày °C (°F)                                                                    | −11.0 (12.2)                                   | −6.1 (21.0)                                    | 0.9 (33.6)                                     | 9.6 (49.3)                                     | 16.6 (61.9)                                    | 21.3 (70.3)                                    | 23.3 (73.9)                                    | 21.0 (69.8)                                    | 15.4 (59.7)                                    | 7.6 (45.7)                                     | −1.7 (28.9)                                    | −9.0 (15.8)                                    | 7.3 (45.2)                                     |
| Tối thiểu trung bình ngày °C (°F)                                                          | −15.8 (3.6)                                    | −11.4 (11.5)                                   | −4.9 (23.2)                                    | 2.5 (36.5)                                     | 9.2 (48.6)                                     | 14.5 (58.1)                                    | 17.3 (63.1)                                    | 15.4 (59.7)                                    | 9.3 (48.7)                                     | 1.8 (35.2)                                     | −6.4 (20.5)                                    | −13.4 (7.9)                                    | 1.5 (34.7)                                     |
| Thấp kỉ lục °C (°F)                                                                        | −30.5 (−22.9)                                  | −29.4 (−20.9)                                  | −19.4 (−2.9)                                   | −11.5 (11.3)                                   | −3.5 (25.7)                                    | 2.3 (36.1)                                     | 8.3 (46.9)                                     | 4.6 (40.3)                                     | −2.0 (28.4)                                    | −10.1 (13.8)                                   | −20.2 (−4.4)                                   | −26.4 (−15.5)                                  | −32.8 (−27.0)                                  |
| Lượng Giáng thủy trung bình mm (inches)                                                    | 2.1 (0.08)                                     | 4.3 (0.17)                                     | 10.6 (0.42)                                    | 14.4 (0.57)                                    | 32.4 (1.28)                                    | 48.9 (1.93)                                    | 101.6 (4.00)                                   | 101.8 (4.01)                                   | 52.0 (2.05)                                    | 20.6 (0.81)                                    | 4.4 (0.17)                                     | 3.3 (0.13)                                     | 396.4 (15.62)                                  |
| Số ngày giáng thủy trung bình (≥ 0.1 mm)                                                   | 2.5                                            | 2.8                                            | 3.4                                            | 3.7                                            | 6.0                                            | 8.9                                            | 12.9                                           | 12.7                                           | 8.3                                            | 4.5                                            | 2.4                                            | 1.8                                            | 69.9                                           |
| Độ ẩm tương đối trung bình (%)                                                             | 58                                             | 50                                             | 43                                             | 36                                             | 38                                             | 46                                             | 57                                             | 62                                             | 59                                             | 56                                             | 55                                             | 58                                             | 52                                             |
| Số giờ nắng trung bình tháng                                                               | 180.7                                          | 198.3                                          | 245.5                                          | 268.6                                          | 294.5                                          | 291.3                                          | 264.9                                          | 255.2                                          | 252.1                                          | 244.8                                          | 195.3                                          | 171.0                                          | 2.862,2                                        |
| Phần trăm nắng có thể                                                                      | 61                                             | 66                                             | 67                                             | 68                                             | 66                                             | 65                                             | 58                                             | 60                                             | 68                                             | 71                                             | 66                                             | 60                                             | 65                                             |
| Nguồn 1: China Meteorological Administration (precipitation days, sunshine data 1971–2000) |                                                |                                                |                                                |                                                |                                                |                                                |                                                |                                                |                                                |                                                |                                                |                                                |                                                |
| Nguồn 2: Weather China                                                                     |                                                |                                                |                                                |                                                |                                                |                                                |                                                |                                                |                                                |                                                |                                                |                                                |                                                |

## Hành chính
Về mặt hành chính, thành phố này được chia thành 9 đơn vị cấp huyện gồm 4 quận, 4 huyện và 1 kỳ. Các đơn vị hành chính cấp huyện này được chia tiếp thành 116 đơn vị cấp xã.
- Quận: Hồi Dân, Ngọc Tuyền, Tân Thành, Tái Hãn.
- Huyện: Thác Khắc Thác, Thanh Thủy Hà, Vũ Xuyên, Hòa Lâm Cách Nhĩ.
- Kỳ: Thổ Mặc Đặc Tả

## Nhân khẩu
Dân số đô thị của Hohhot đã tăng lên nhanh chóng kể từ những năm 1990. Theo Điều tra dân số năm 2010, dân số của Hohhot đạt 2.866.615 người, nhiều hơn 428.717 người so với năm 2000 (tăng trưởng nhân khẩu học trung bình hàng năm trong giai đoạn 2000–2010 là 1,63 phần trăm). Khu đô thị của thành phố là nơi sinh sống của 1.980.774 dân (4 quận nội thành).
Vào năm 2005, 87,3% dân số là người Hán, 9,6% là người Mông Cổ, 1,6% là người Hồi, 1,2% là người Mãn và phần còn lại thuộc về các dân tộc thiểu số khác, như người Triều Tiên và người Duy Ngô Nhĩ. Phần lớn người Hán tại Hohhot là hậu duệ của người đến từ Sơn Tây đã định cư tại đây trong vài thập kỷ qua hoặc những người di cư từ vùng Đông Bắc Trung Quốc và tỉnh Hà Bắc, tới đây sau khi nhà nước Cộng hòa Nhân dân Trung Hoa được thành lập năm 1949, được hỗ trợ bởi các sáng kiến của chính quyền vào thời gian đó nhằm thúc đẩy sự phát triển của khu vực gần biên giới.
Do đã hòa nhập vào xã hội đô thị hóa nên phần lớn người Mông Cổ trong thành phố đều nói lưu loát tiếng Quan thoại bên cạnh việc dùng tiếng Mông Cổ. Tuy nhiên, những người trẻ tuổi hơn có xu hướng thích sử dụng tiếng Quan thoại. Một cuộc khảo sát năm 1993 do Đại học Nội Mông thực hiện cho thấy chỉ 8% người Mông Cổ Tümed (bộ tộc chiếm đa số ở Hohhot) có thể nói tiếng Mông Cổ.:15 Một phần đáng kể dân số có huyết thống hỗn hợp.
| Dân tộc    | Số dân    | Phần trăm |
| ---------- | --------- | --------- |
| Hán        | 2,115,888 | 88.42%    |
| Mông Cổ    | 204,846   | 8.56%     |
| Hồi        | 38,417    | 1.61%     |
| Mãn Châu   | 26,439    | 1.10%     |
| Daur       | 2,663     | 0.11%     |
| Triều Tiên | 1,246     | 0.05%     |
| Miêu       | 443       | 0.02%     |

## Kinh tế

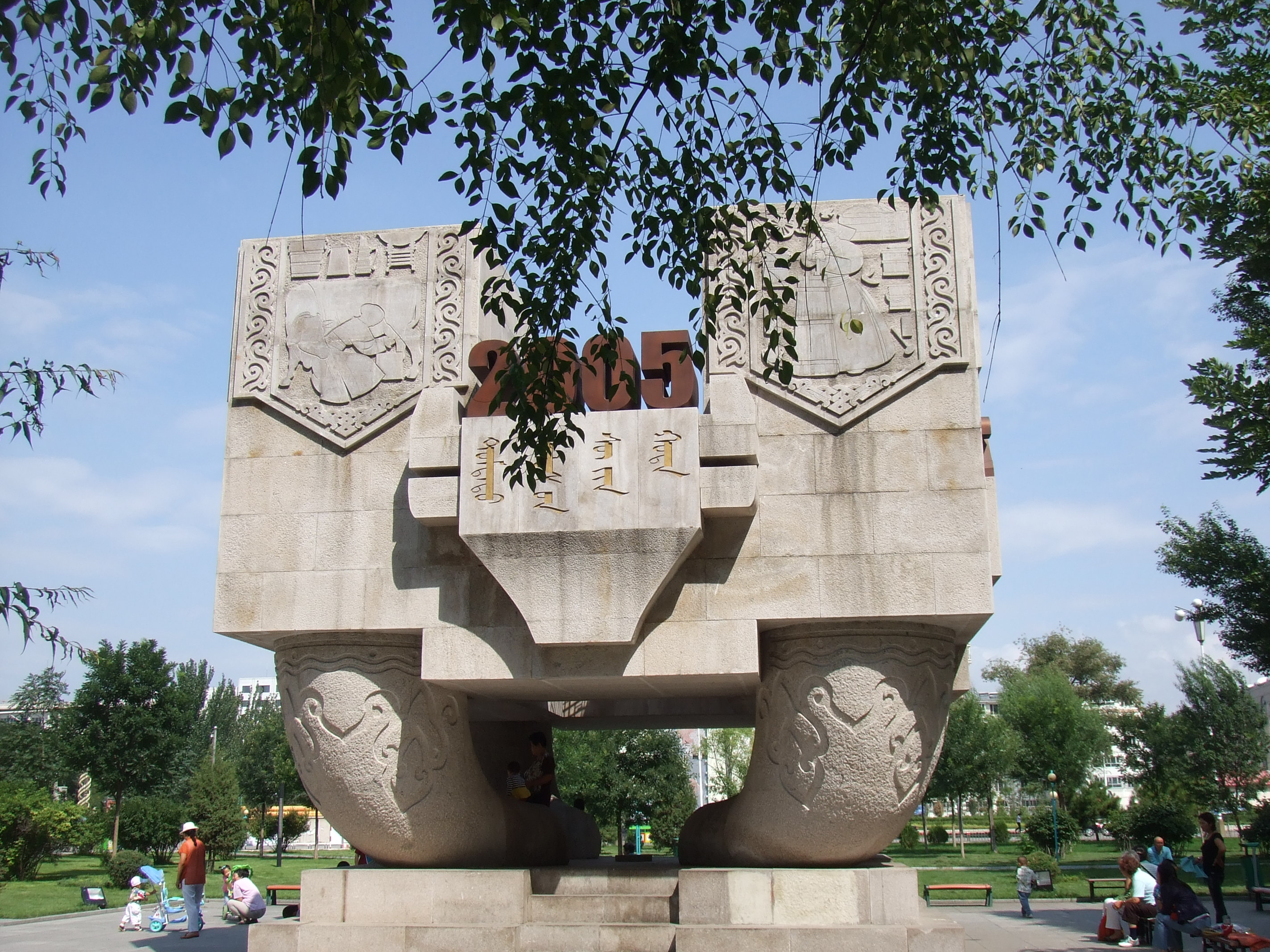
Tượng điêu khắc kỷ niệm năm Hohhot được biểu trưng là thủ đô sữa của quốc gia

Hohhot là một trung tâm công nghiệp lớn ở Nội Mông. Cùng với Bao Đầu và Ordos, nó chiếm hơn 60% tổng sản lượng công nghiệp của Nội Mông. Sau Bao Đầu và Ordos, đây là nền kinh tế lớn thứ ba của khu tự trị, với GDP là 247,56 tỷ NDT vào năm 2012, tăng 11,0% so với cùng kỳ năm ngoái. Hohhot chiếm khoảng 15,5 phần trăm tổng GDP của khu tự trị vào năm 2012. Đây cũng là trung tâm tiêu dùng lớn nhất trong khu vực, ghi nhận 102,2 tỷ NDT bán lẻ hàng tiêu dùng trong năm 2012, tăng 14,9% so với năm 2011. Thành phố đã là mục tiêu phát triển trọng tâm cho dự án Phát triển Miền Tây Trung Quốc đang được Chính phủ Trung ương theo đuổi. Có rất nhiều doanh nghiệp nổi tiếng đặt tại Hohhot, bao gồm nhà sản xuất sữa lớn nhất Trung Quốc tính theo doanh thu bán hàng, Tập đoàn công nghiệp Yi Lợi Nội Mông và Công ty sữa Mông Ngưu.
Là trung tâm kinh tế của Nội Mông, khu đô thị của Hohhot đã mở rộng rất nhiều kể từ những năm 1990. Các khu trung tâm đã phát triển nhanh chóng ở tất cả các quận lớn của thành phố. Việc hoàn thành tòa tháp văn phòng mới cho Chính quyền thành phố ở phía Đông Hohhot đánh dấu sự chuyển dịch trung tâm thành phố về phía đông. Hailiang Plaza (海亮广场), một tòa tháp cao 41 tầng được xây dựng ở trung tâm thành phố, trở thành một trong số ít cửa hàng bách hóa đáng chú ý với các mặt hàng xa xỉ trong thành phố.

### Vùng phát triển trọng điểm
- Khu phát triển kinh tế và công nghệ Hohhot
- Khu chế xuất Hohhot

## Văn hóa

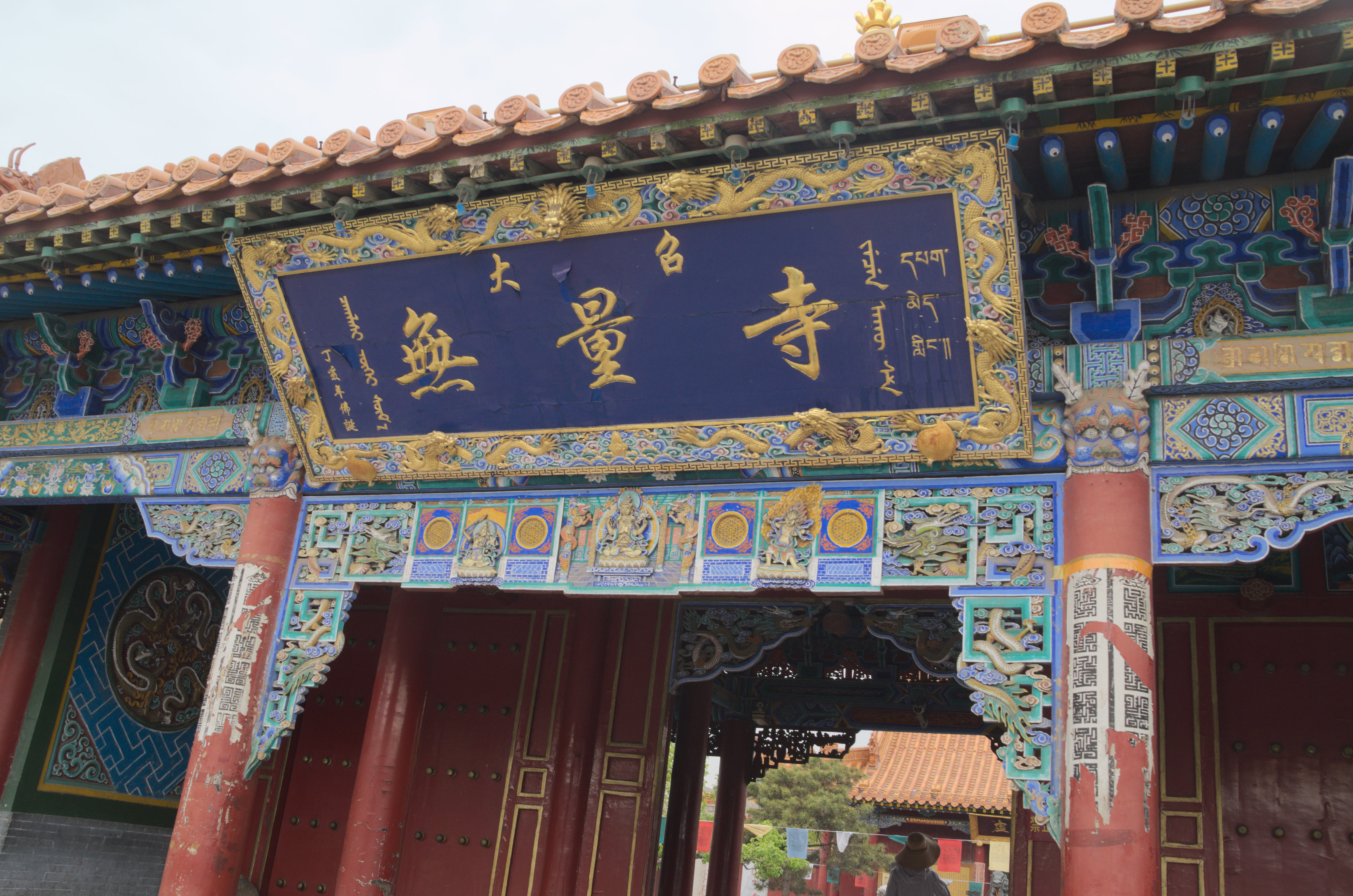
Một tấm biển hiển thị bốn ngôn ngữ Mông, Hán, Tạng, và Mãn trong đền Đại Triệu tự ở Hohhot.

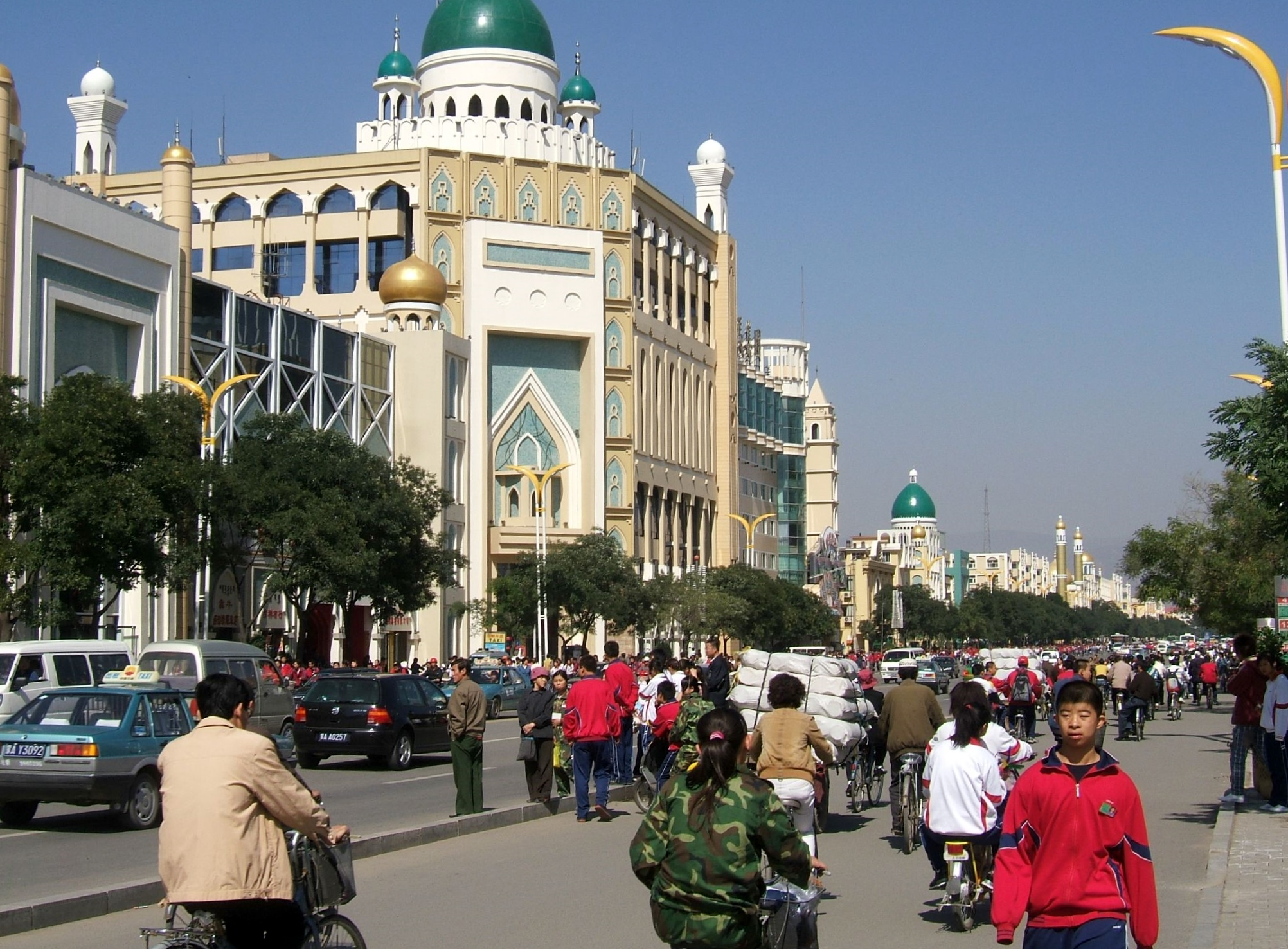
Khu phố Hồi giáo của Hohhot

Do sự đa dạng tương đối về văn hóa và mặc cho các đặc trưng của một thành phố công nghiệp cỡ vừa tại Trung Quốc, nên đường phố của Hohhot không thiếu các yếu tố của một thành phố dân tộc thiểu số. Chẳng hạn, đường Đông Đạo, một đường phố chính trong khu vực phố cổ, được trang trí bên ngoài bằng các kiểu kiến trúc Hồi giáo và Mông Cổ trên mọi công trình kiến trúc của nó. Một loạt các sáng kiến của chính quyền trong những năm gần đây đã nhấn mạnh tính đồng nhất của Hohhot với các nhóm dân tộc thiểu số, đặc biệt là tăng các kiến trúc kiểu Mông Cổ xung quanh thành phố. Mọi biển hiệu trên đường phố cũng như các thông báo về giao thông vận tải công cộng đều được quy định bằng cả tiếng Trung lẫn tiếng Mông Cổ.
Các đặc sản trong ẩm thực tại đây chủ yếu tập trung theo ẩm thực Mông Cổ và các sản phẩm từ sữa. Về mặt thương mại, Hohhot được biết đến như là cơ sở của các hãng sữa Trung Quốc lớn như Y Lợi và Mông Ngưu. Món đồ uống trà sữa Mông Cổ hay còn gọi là suutei tsai (tiếng Mông Cổ: сүүтэй цай,ᠰᠦᠲᠡᠢᠴᠠᠢ), nãi trà (奶茶) trong tiếng Trung là lựa chọn ăn sáng điển hình cho những người dân ở đây. Thành phố này cũng có nhiều kiểu chế biến lẩu và xíu mại. Tại đây cũng có nhiều nhà hàng Triều Tiên và Hồi giáo, bên cạnh các nhà hàng với các món ẩm thực có nguồn gốc từ các khu vực khác của Trung Quốc.
Phần lớn cư dân của Hohhot có thể trò chuyện thành thạo bằng tiếng Quan thoại, nhưng có sự phân chia ngôn ngữ giữa người "phố cổ" (chủ yếu tại quận Hồi Dân ngày nay) với cộng đồng người Hồi theo Hồi giáo, những người có xu hướng trò chuyện bằng phương ngữ Hohhot, một nhánh của Tấn ngữ xuất phát từ tỉnh Sơn Tây cận kề. Kiểu phương ngữ này có thể là khó hiểu đối với những người nói tiếng Quan thoại chuẩn hay thậm chí là những người nói tiếng Quan thoại ở nửa kia của thành phố. Những cư dân mới hơn và có học thức hơn, chủ yếu tập trung tại các quận Tân Thành và Trại Hãn, nói tiếng Quan thoại phương ngữ Hohhot, phần lớn với trọng âm có thể nhận thấy và một số từ vựng độc nhất.

## Vận tải

### Đường sắt

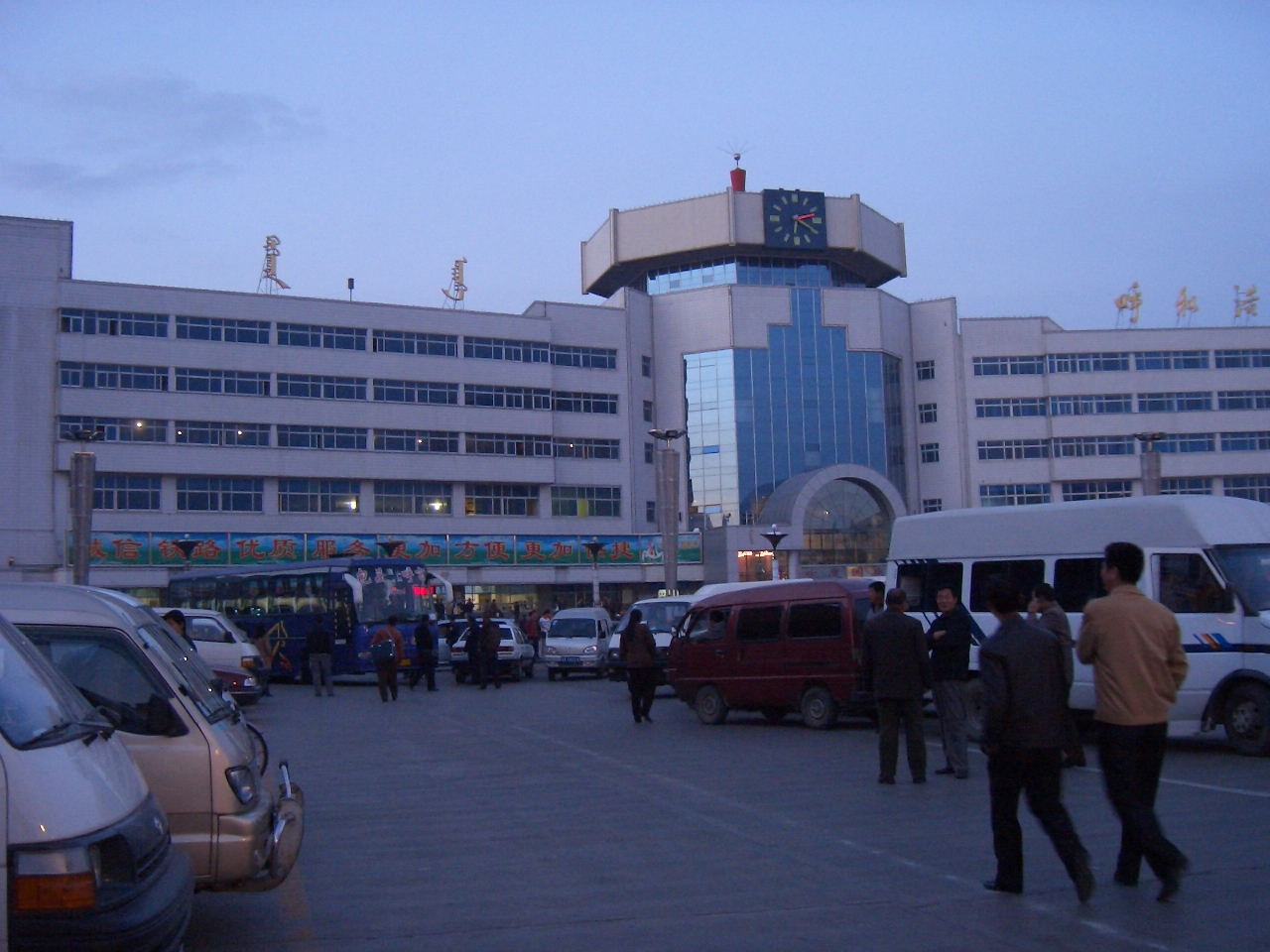
Nhà ga đường sắt Hohhot

Hohhot nằm trên tuyến đường sắt Kinh Bao nối Bắc Kinh với Bao Đầu, và được phục vụ bởi hai ga đường sắt: nhà ga Hohhot và nhà ga Đông Hohhot. Tàu hỏa chạy từ đây tới Bắc Kinh để nối với các điểm đến ở phía nam hay Mãn Châu ở phía đông bắc. Đáng chú ý trong số này là tàu chạy qua đêm K90 tới Bắc Kinh, chạy trên tuyến Hohhot-Bắc Kinh kể từ thập niên 1980 và được người dân địa phương gọi vui là "9-0". Các tàu chạy về hướng tây qua Bao Đầu tới Lan Châu. Tại đây cũng có tàu chạy tới phần lớn các thành phố chính của Nội Mông Cổ và tới thủ đô Ulan Bator của Mông Cổ.
Bởi vì chuyến đi nhanh nhất đến Bắc Kinh mất khoảng sáu tiếng rưỡi mặc dù khoảng cách tương đối gần giữa hai thành phố, kế hoạch cho đường sắt cao tốc đã được thảo luận rộng rãi trước khi xây dựng một nhà ga đường sắt cao tốc bắt đầu vào năm 2008. Nhà ga này đã hoàn thành vào năm 2011 và ban đầu chỉ bảo dưỡng các dòng thông thường. Vào tháng 1 năm 2015, CRH đã mở tuyến D-series (dongchezu) đầu tiên tại Nội Mông trên hành lang Bao Đầu-Hohhot-Jining, rút ngắn thời gian di chuyển giữa hai thành phố lớn nhất của Nội Mông xuống chỉ còn 50 phút. Tuyến này đạt tốc độ tối đa 200 km/h (124 dặm / giờ) giữa Hohhot và Bao Đầu. Một tuyến đường sắt cao tốc khác nối Hohhot với Trương Gia Khẩu và đường sắt Bắc Kinh-Trương Gia Khẩu theo kế hoạch sẽ hoàn thành vào năm 2017 và được thiết kế để vận hành ở tốc độ 250 km/h (155 mph). Đoạn giữa Hohhot và Ulanqab (Jining) mở vào tháng 8 năm 2017; thời gian di chuyển giữa hai thành phố được rút ngắn xuống còn 40 phút.
Sân bay quốc tế Bạch Tháp Hô Hòa Hạo Đặc (IATA: HET) cách trung tâm thành phố 14.3 km về phía đông, mất khoảng nửa giờ xe chạy. Nó có các chuyến bay trực tiếp tới Bắc Kinh, Thượng Hải, Thiên Tân, Thâm Quyến, Thành Đô, Vũ Hán, Đài Trung, Hồng Kông và Ulan Bator (Mông Cổ). Các xe buýt đường dài nối Hohhot với Bao Đầu, Ordos và Ô Hải (thông qua đường cao tốc Hubao) và tới các khu vực khác tại Nội Mông Cổ.
Hệ thống giao thông vận tải công cộng của thành phố bao gồm khoảng 100 tuyến xe buýt và một lượng lớn taxi, thường được sơn màu xanh lục. Giá vé xe bus khoảng 1-1,5 tệ. Cước tắc xi khởi điểm là 8 tệ. Hệ thống tàu điện ngầm Hohhot đã bắt đầu hoạt động từ ngày 29 tháng 12 năm 2019.
Các đường phố lớn chạy suốt theo hướng bắc-nam của Hohhot gọi là "lộ" còn theo hướng đông tây gọi là "giới". Một số đường phố chính được đặt tên theo các kỳ và thành phố của Nội Mông; trong số này, Hulun Buir, Jurim (nay là Tongliao), Juud (Nay là Chifeng), Xilin Gol và Xing'an chạy theo hướng bắc - nam, trong khi Bayannaoer, Hailar, Ulanqab và Erdos chạy theo hướng đông - tây.

## Giáo dục
Các trường đại học và cao đẳng tại Hohhot bao gồm:
- Đại học Nội Mông Cổ (từ 1957)
- Đại học Nông nghiệp Nội Mông Cổ (từ 1958)
- Đại học Sư phạm Nội Mông Cổ (từ 1952)
- Đại học Công nghiệp Nội Mông Cổ (từ 1951)
- Cao đẳng Y tế Nội Mông Cổ
- Cao đẳng Tài chính Kinh tế Nội Mông Cổ
- Cao đẳng Sư phạm Nội Mông Cổ
- Cao đẳng Cảnh sát Nội Mông Cổ

Các trường trung học tại Hohhot có:
- Trung học số 2 Hohhot (từ 1942)
- Trung học chuyên thuộc Đại học Sư phạm Nội Mông Cổ

## Các điểm đáng chú ý

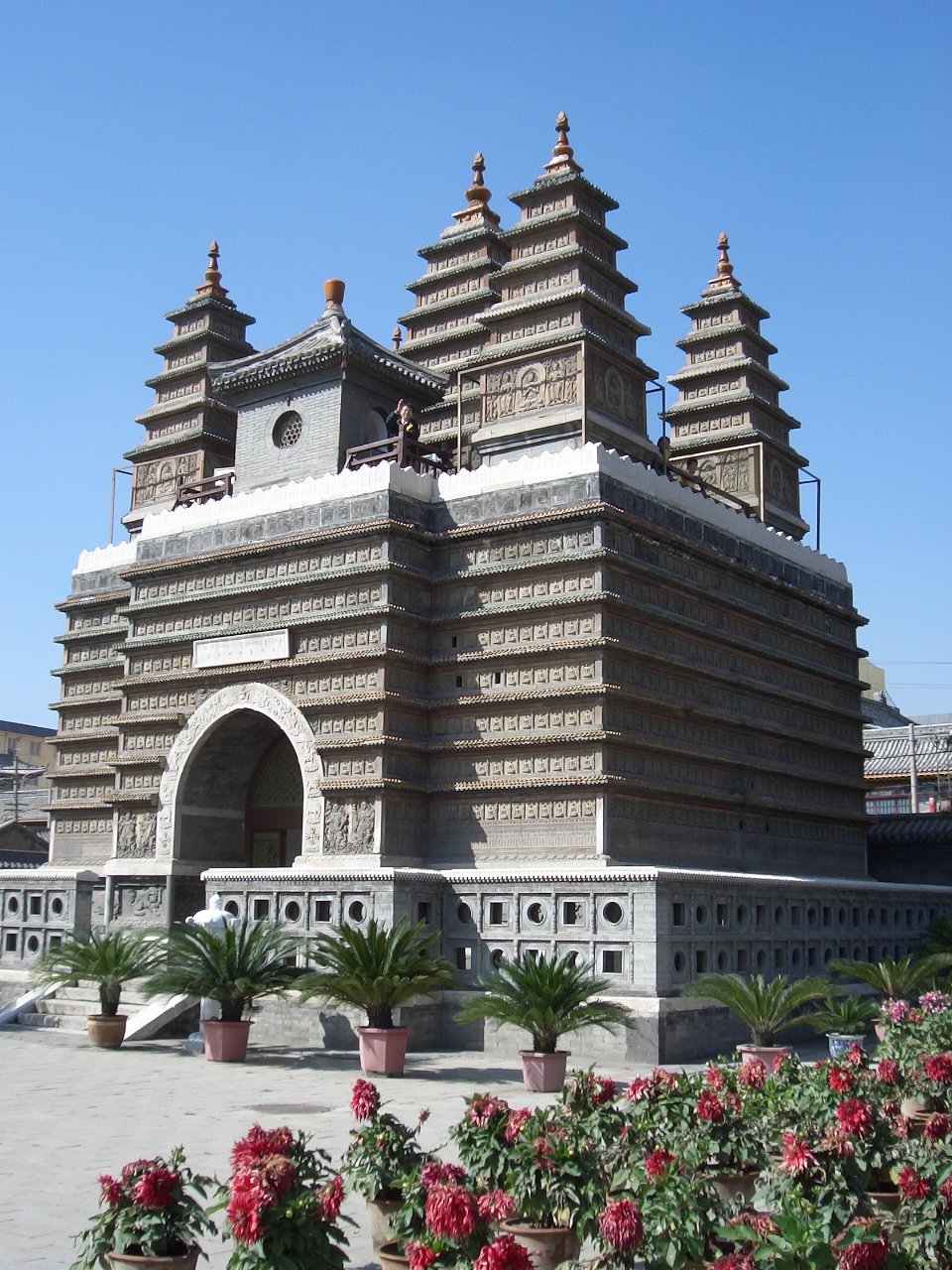
Ngũ Tháp tự (Từ Đăng tự) tại Hohhot

- Thanh Trủng: mộ của Vương Chiêu Quân, nằm cách phía nam trung tâm thành phố Hohhot khoảng 9 km.
- Chùa Bạch Tháp: nằm ở khu vực nông thôn phía đông gần sân bay. Nó được xây dựng vào thời nhà Liêu. Sân bay Hohhot được đặt theo tên của ngôi chùa này.
- Ngũ Tháp tự: Xây dựng giai đoạn năm 1727-1732 thời Ung Chính với kiến trúc tương tự như của các đền miếu Ấn Độ. Trên các bờ tường của nó có trên 1.500 tượng Phật.
- Đại Triệu tự: Một ngôi chùa của Phật giáo, được xây dựng năm 1579 thời nhà Bắc Nguyên, và là ngôi chùa cổ nhất còn sót lại trong thành phố.
- Phủ Cố Luân Khác Tĩnh Công chúa (固倫恪靖公主府): nằm dưới chân núi Âm Sơn. Đó là dinh thự của công chúa Phủ Cố Luân Khác Tĩnh của nhà Thanh, người đã kết hôn với một thân vương Mông Cổ.
- Tướng phủ Tuy Viễn (將軍衙署): dinh thự được xây làm nơi ở của các tướng chỉ huy tỉnh Tuy Viễn thời nhà Thanh
- Nhà thờ Hồi giáo lớn (清真大寺): được xây dựng vào thời nhà Thanh bởi cộng đồng người Hồi của thành phố
- Bảo tàng Nội Mông Cổ: có triển lãm các hóa thạch khủng long, các cổ vật của các bộ lạc du mục địa phương và các hình ảnh về đời sống văn hóa hiện đại của những người dân du mục này.

### Cổ vật
Tại đây có trên 50 bộ tranh tường ở đông nam Hohhot, bao gồm cả "Mục mã đồ" (牧馬圖). Trên 50 đền, chùa, tháp Phật giáo tiền-hiện đại.